# Jalibenchi, Bellary
Jalibenchi là một làng thuộc tehsil Bellary, huyện Bellary, bang Karnataka, Ấn Độ.